# Delissea rhytidosperma
Delissea rhytidosperma är en klockväxtart som beskrevs av Horace Mann. Delissea rhytidosperma ingår i släktet Delissea, och familjen klockväxter. Inga underarter finns listade i Catalogue of Life.

## Bildgalleri

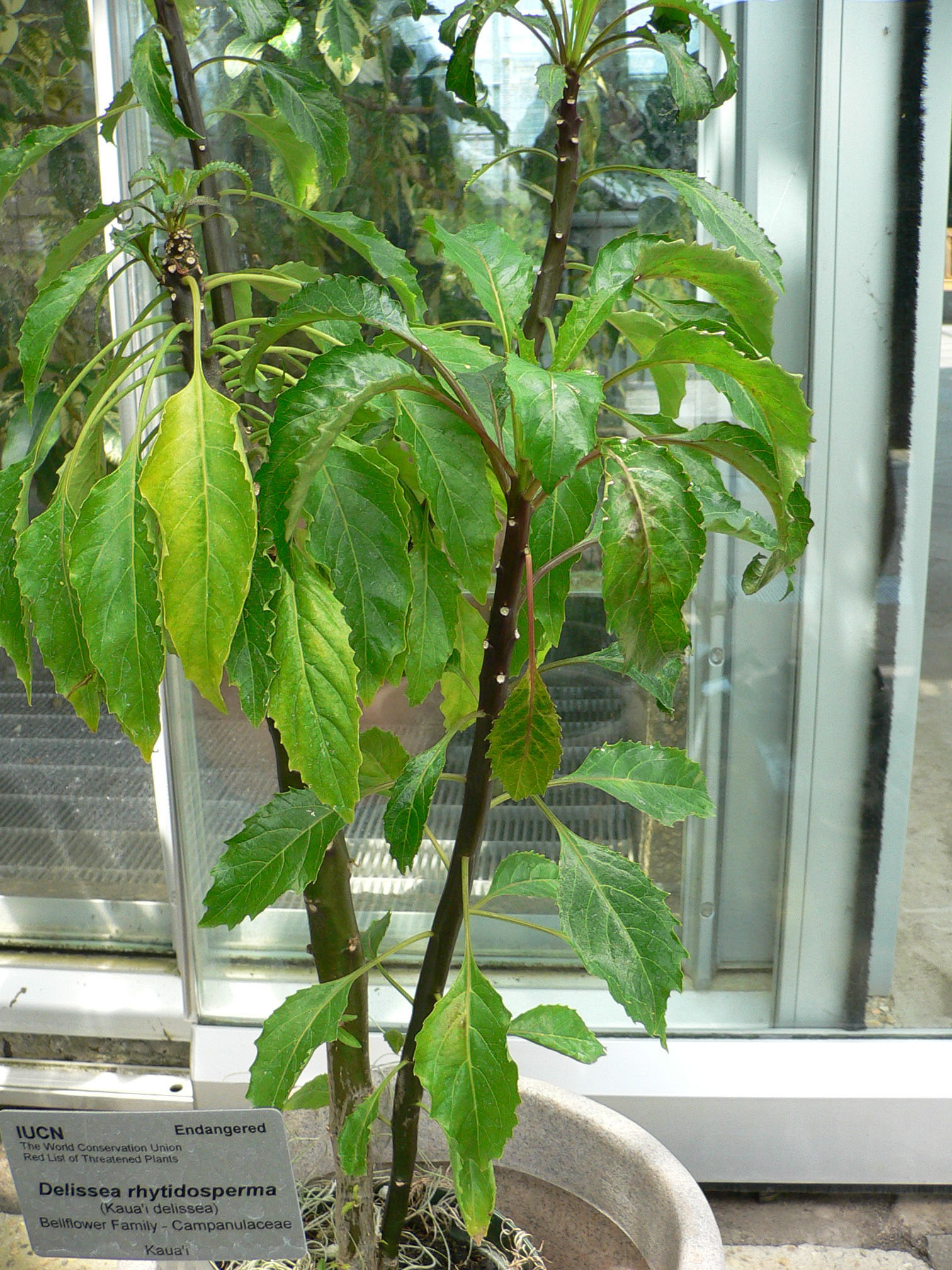